# La Ceinture d'Hippolyte
Pour l'article mythologique, voir Hippolyte (Amazone).
La Ceinture d'Hippolyte (The Girdle of Hyppolita) est une nouvelle policière d'Agatha Christie mettant en scène le personnage d'Hercule Poirot.
C'est la 6e affaire des douze travaux d'Hercule Poirot, ayant trait à la Ceinture d'Hippolyte, reine des Amazones.
Initialement publiée le 10 septembre 1939 dans la revue This Week aux États-Unis, cette nouvelle a été reprise en recueil en 1947 dans The Labours of Hercules au Royaume-Uni et aux États-Unis. Elle a été publiée pour la première fois en France dans la collection Série rouge en 1948, puis dans le recueil Les Travaux d'Hercule en 1966.

## Personnages
- Hercule Poirot : détective privé.
- James Japp : inspecteur en chef à Scotland Yard.
- M. Hearn : inspecteur à Scotland Yard.
- Winnie King : collégienne de 15 ans.
- Miss Pope : directrice du collège privé.
- Miss Burshaw : enseignante dans le collège privé.

## Résumé

### Mise en place de l'intrigue
Poirot est informé par l'inspecteur Japp qu'une toile de Rubens a été volée dans un musée anglais. Cette toile représente la Ceinture d'Hippolyte, reine des Amazones. Les douanes procèdent à une étroite surveillance des ports et des frontières. Cette affaire n'intéresse guère Poirot.
Quelques jours après, Japp informe Poirot qu'une collégienne anglaise de 15 ans a disparu dans le train reliant Amiens à Paris. Le lendemain, la jeune fille est retrouvée en Picardie, quasiment amnésique. Le train ne s'est pas arrêté entre Amiens et Paris, ce qui pose un souci à la police. Mais comme la jeune fille a été retrouvée, tout va bien. En tout cas, l'hypothèse de la fugue est exclue.

### Enquête
Poirot est intéressé par cette affaire : comment se fait-il que la jeune fille ait été aperçue dans le train après le départ du train à Amiens, et qu'elle ait disparu durant le trajet jusqu'à Paris ? Comment s'est produit l’enlèvement ? Comment les ravisseurs ont-ils pu la faire réapparaître par la suite ? Et surtout, quel était le but des ravisseurs, sachant qu'aucune rançon n'a été réclamée aux parents ou au collège ?
Poirot interroge Mme Pope, la directrice du collège privé ayant organisé le voyage d'étude des collégiennes en France.

### Dénouement et révélations finales
Poirot résout l’affaire. La jeune fille a été enlevée à Londres, avant même le départ des collégiennes vers la France. Elle a été droguée à la scopolamine. Sa malle a été modifiée : le faux tableau de Rubens, volé dans le musée londonien, y a été placé après avoir été recouvert d'une peinture à l'huile. Le but de l’enlèvement était de transférer le tableau en France sans être détecté par la douane. Winnie a été remplacée par une jeune fille d'apparence semblable à elle. Durant le trajet Amiens-Paris, la fausse Winnie a changé de vêtements et s'est mêlée aux autres voyageurs du train. Puis la vraie Winnie a été relâchée dans la campagne picarde, à semi-amnésique. Poirot présente à Mme Pope, stupéfaite, le tableau peint à l'huile trouvé dans la malle de winnie : avec un peu de térébenthine, il fait apparaître la toile de Rubens.

## Publications
Avant la publication dans un recueil, la nouvelle avait fait l'objet de publications dans des revues :
- le 10 septembre 1939, aux États-Unis, sous le titre « The Disappearance of Winnie King », dans la revue This Week[1] ;
- en juin 1940, au Royaume-Uni, sous le titre « The Girdle of Hyppolyte », dans le no 595 de la revue The Strand Magazine[1] ;
- en janvier 1946, aux États-Unis, sous le titre « The Labors of Hercules: The Girdle of Hyppolyta » ou « The Case of the Missing Schoolgirl »[2], dans le no 26 (vol. 7) de la revue Ellery Queen's Mystery Magazine[3] ;
- en janvier 1946, aux États-Unis, sous le titre « The Labors of Hercules: The Girdle of Hyppolyta » ou « The Case of the Missing Schoolgirl »[2], dans le no 26 (vol. 7) de la revue Ellery Queen's Mystery Magazine (Overseas Edition for the Armed Forces)[4] ;
- en 1948, en France, dans le no 13 de la collection Série rouge[5].

La nouvelle a ensuite fait partie de nombreux recueils :
- en 1947, au Royaume-Uni et aux États-Unis, dans The Labours of Hercules[1] (avec 11 autres nouvelles) ;
- en 1966, en France, dans Les Travaux d'Hercule (adaptation des recueils anglo-saxons).

## Adaptation
L'intrigue de la nouvelle fait partiellement partie de Les Travaux d'Hercule (The Labors Of Hercule), téléfilm britannique de 2013 de la série télévisée Hercule Poirot (69e épisode, 13.04), avec David Suchet dans le rôle principal.